# Guînes
Guînes település Franciaországban, Pas-de-Calais megyében. Lakosainak száma 5508 fő (2022. január 1.). Guînes Les Attaques, Andres, Bouquehault, Caffiers, Campagne-lès-Guines, Fiennes, Hames-Boucres és Hermelinghen községekkel határos.

## Népesség
A település népességének változása:
| Lakosok száma | 5739 | 5683 | 5733 | 5626 | 5619 | 5618 | 5581 | 5545 | 5508 |
|               | 2013 | 2015 | 2016 | 2017 | 2018 | 2019 | 2020 | 2021 | 2022 |